# Penelope Point
Penelope Point är en udde i Antarktis. Den ligger i Östantarktis. Nya Zeeland gör anspråk på området.
Terrängen inåt land är lite bergig. Havet är nära Penelope Point åt nordost. Trakten är obefolkad. Det finns inga samhällen i närheten. 